# 1634 год в литературе

## Книги

### Романы
- опубликован научно-фантастический роман «Сон, или Посмертное сочинение о лунной астрономии[англ.]» Иоганна Кеплера, немецкого математика и астронома, написанный им в 1608 году.

### Пьесы
- «Ланкаширские ведьмы[англ.]» — совместная пьеса английского драматурга Томаса Хейвуда[1] и английского писателя и драматурга Ричарда Брома[2].

## Умерли
- 12 мая — Джордж Чапмен, английский поэт, драматург и переводчик (род. 1559).
- 25 июня — Джон Марстон, английский сатирик и драматург (род. 1576).